# Тавцкаро
Тавцкаро (груз. თავწყარო) — село в Грузии. Находится в восточной Грузии, в Дедоплискаройском муниципалитете края Кахетия. Расположено на юго-восточных склонах Гомборского хребта, на высоте 840 метров над уровнем моря. От города Дедоплис-Цкаро располагается в 20 километрах. По результатам переписи 2014 года в селе проживало 80 человек. Относится к Хорнабуджской и Эретской епархии Грузинской православной церкви.